# فهرست وابسته‌های دیپلماتیک جمهوری آذربایجان

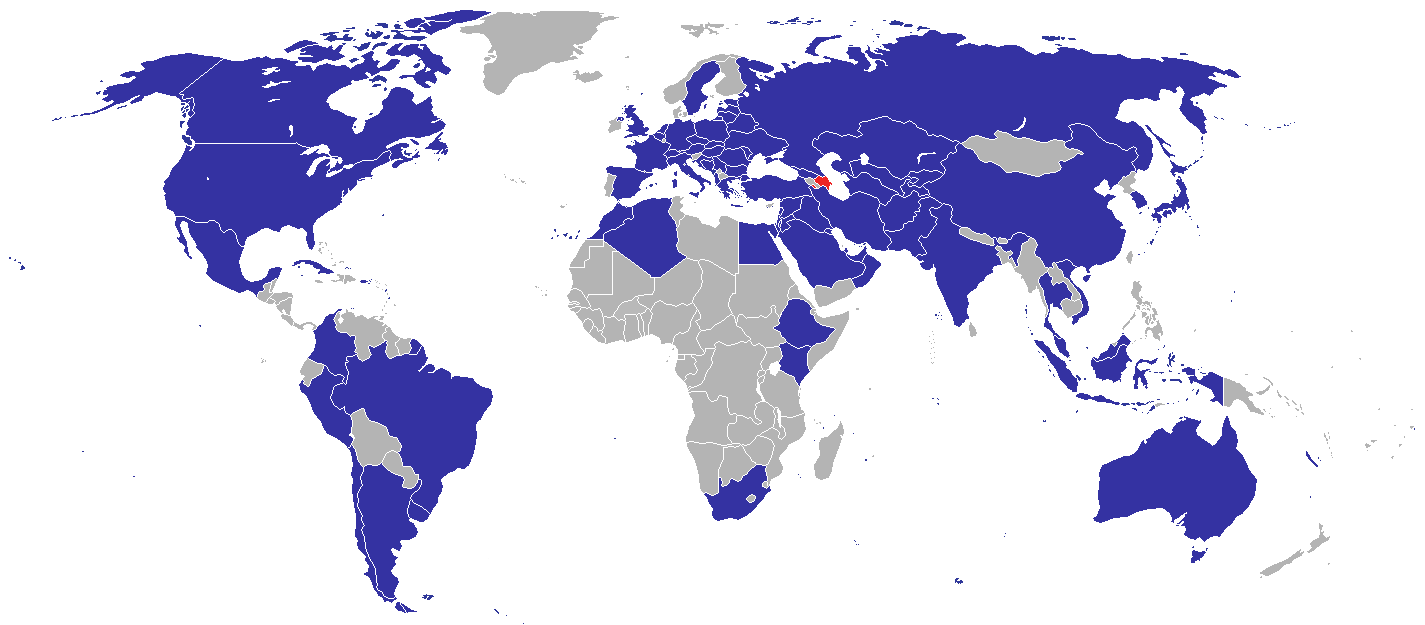
نقشه سفارتخانه‌های جمهوری آذربایجان

فهرست سفارت‌های جمهوری آذربایجان، فهرستی از مراکز سفارتخانه و کنسولگری کشور جمهوری آذربایجان در سراسر جهان است.

## آسیا

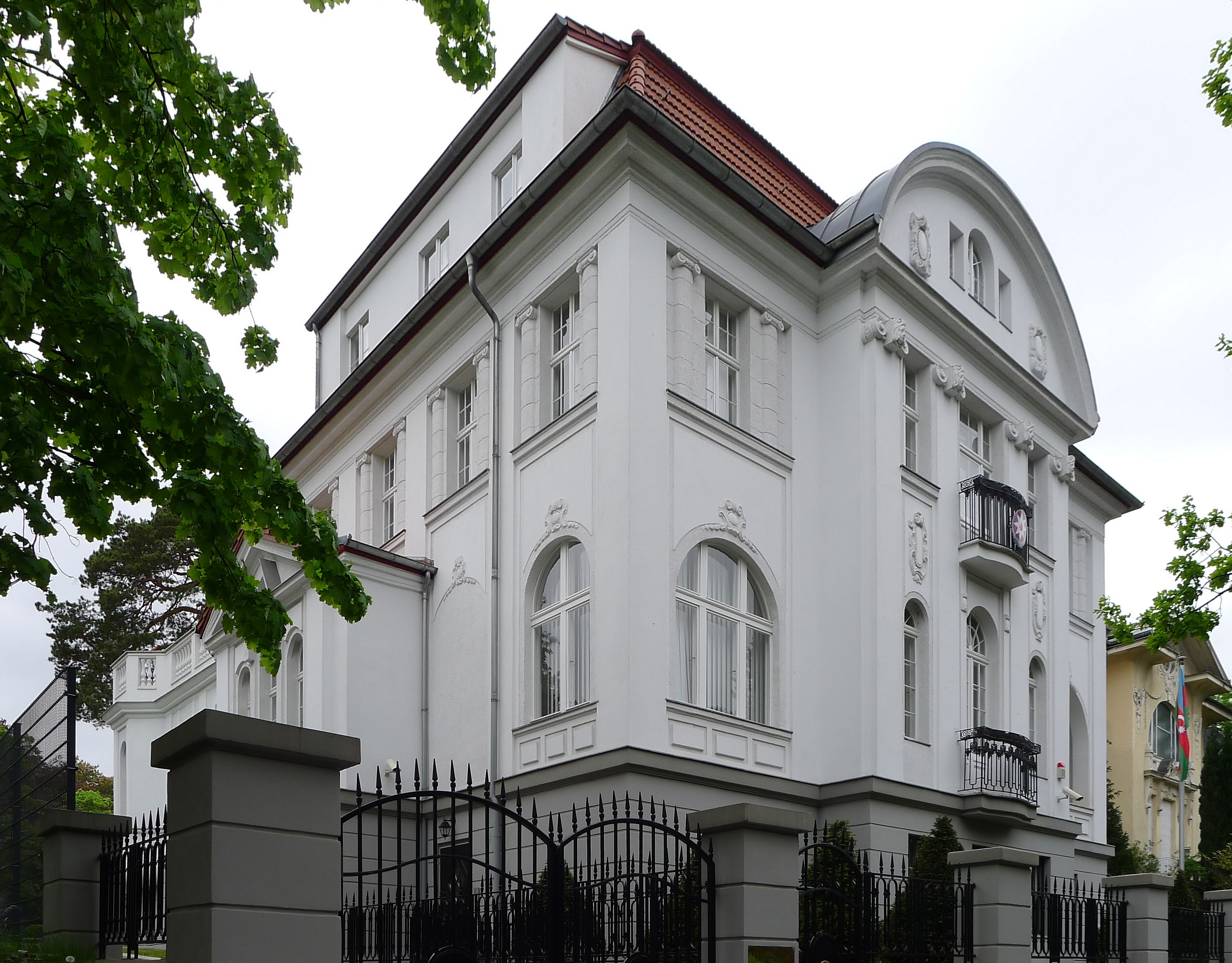
سفارتخانه جمهوری آذربایجان در برلین

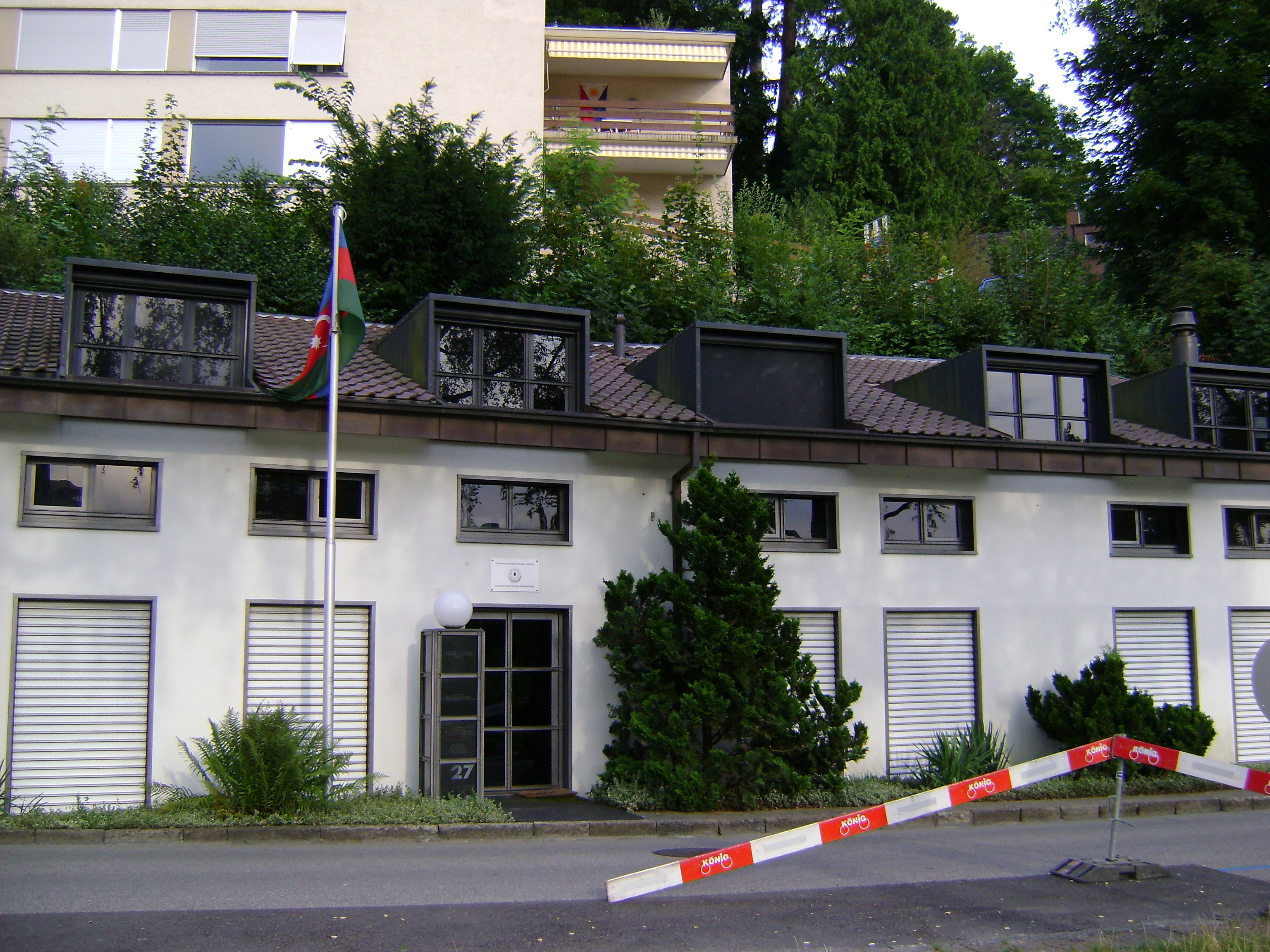
سفارتخانه جمهوری آذربایجان در برن

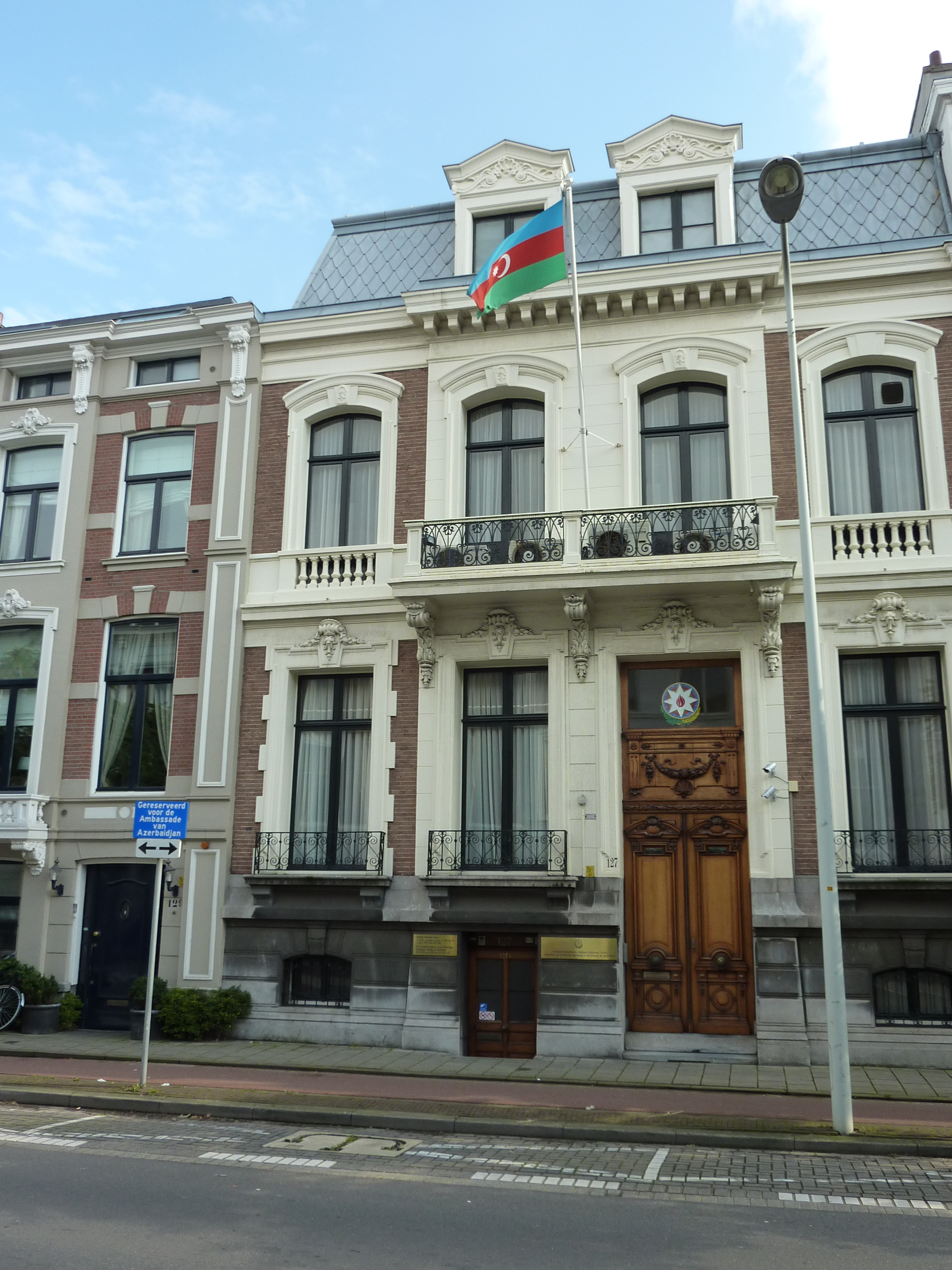
سفارتخانه جمهوری آذربایجان در لاهه

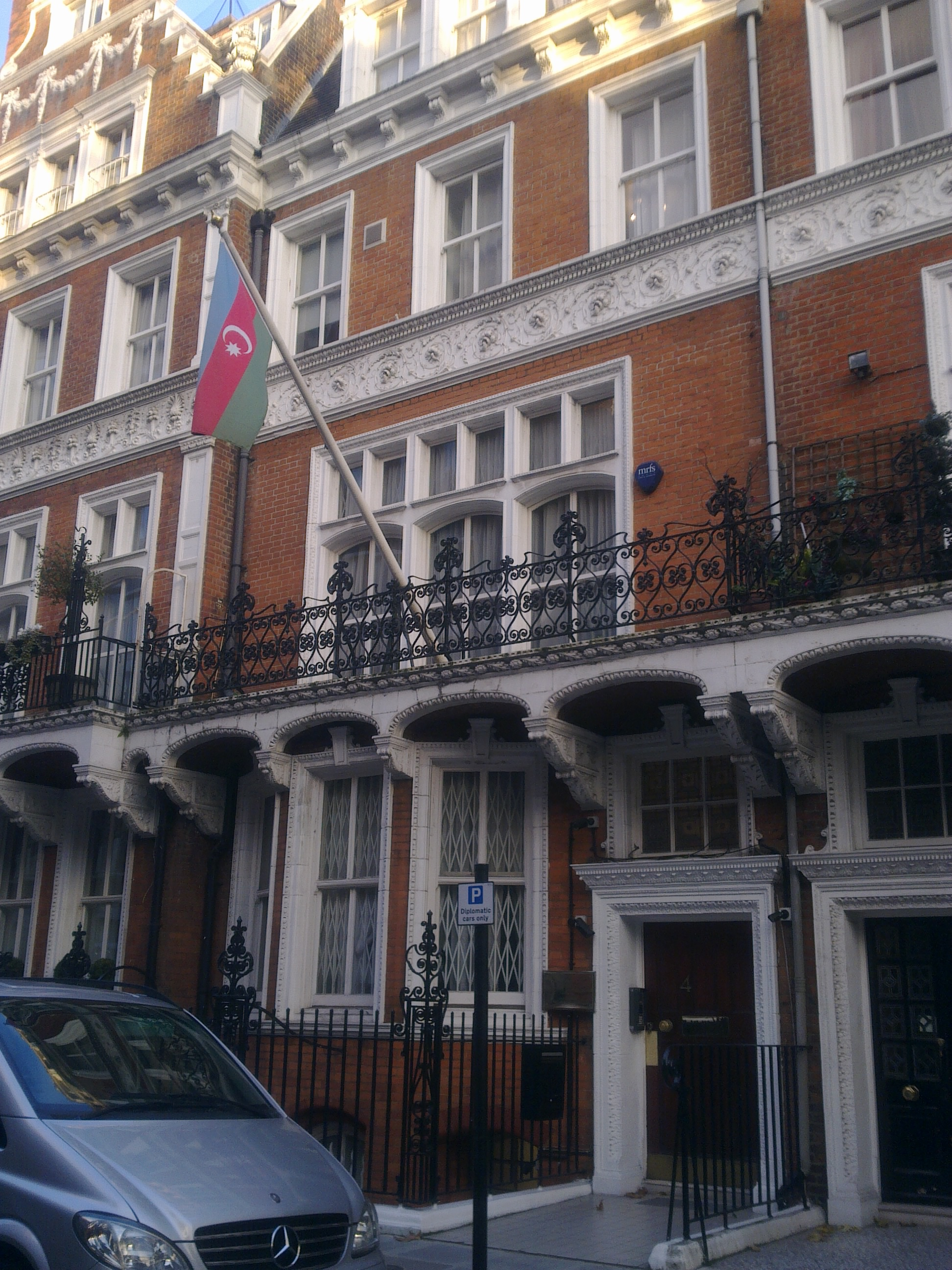
سفارتخانه جمهوری آذربایجان در لندن

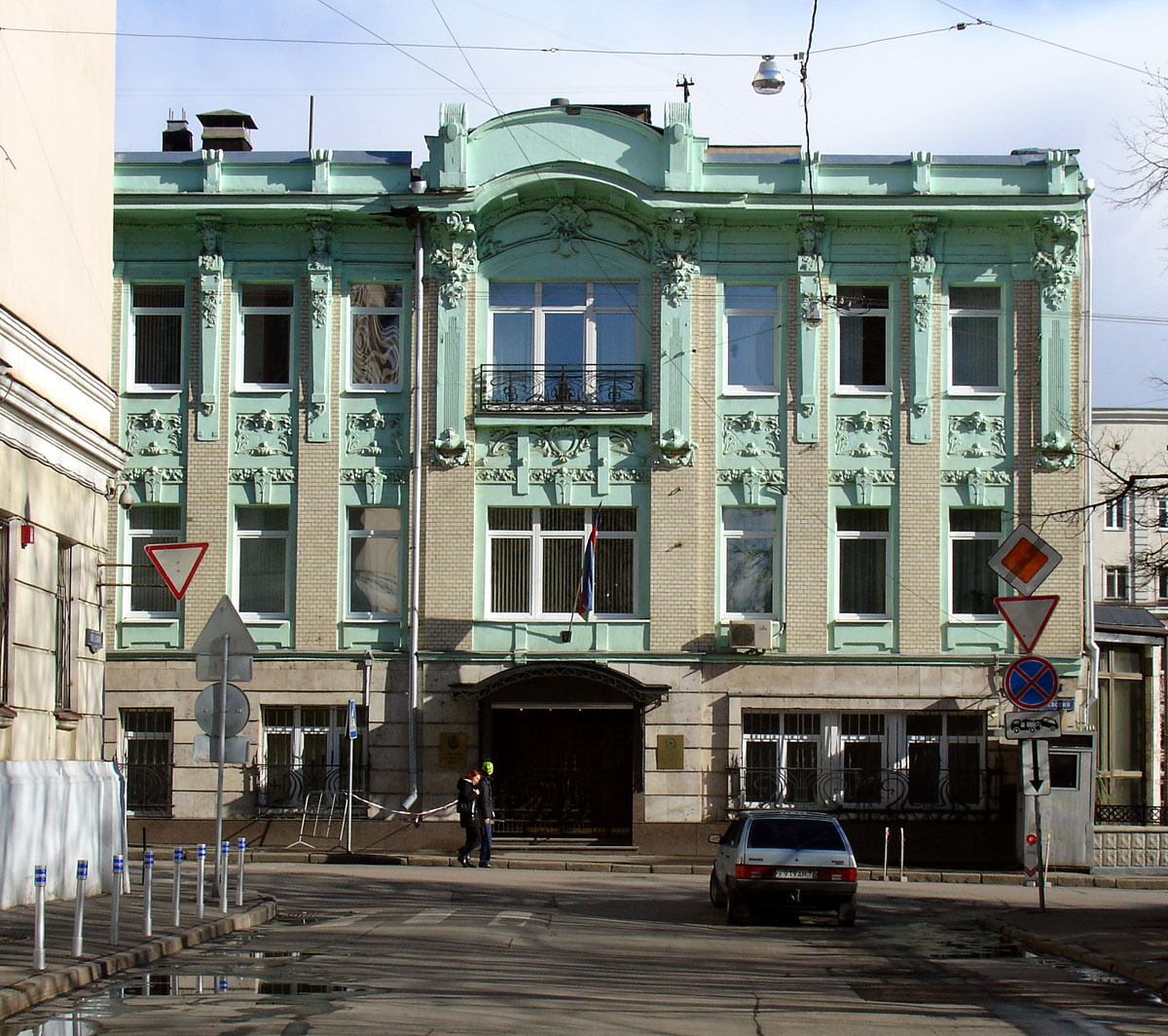
سفارتخانه جمهوری آذربایجان در مسکو

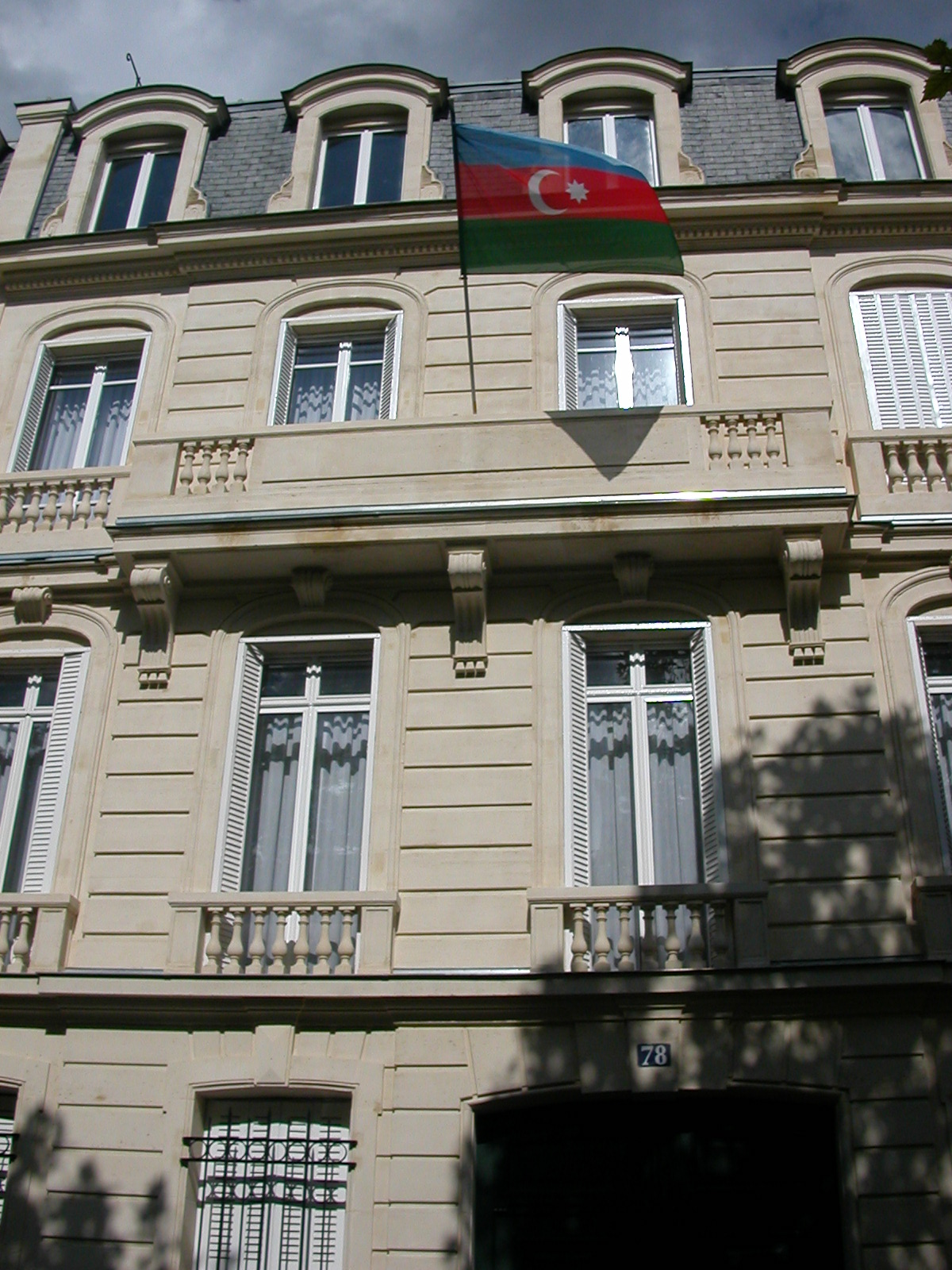
سفارتخانه جمهوری آذربایجان در پاریس

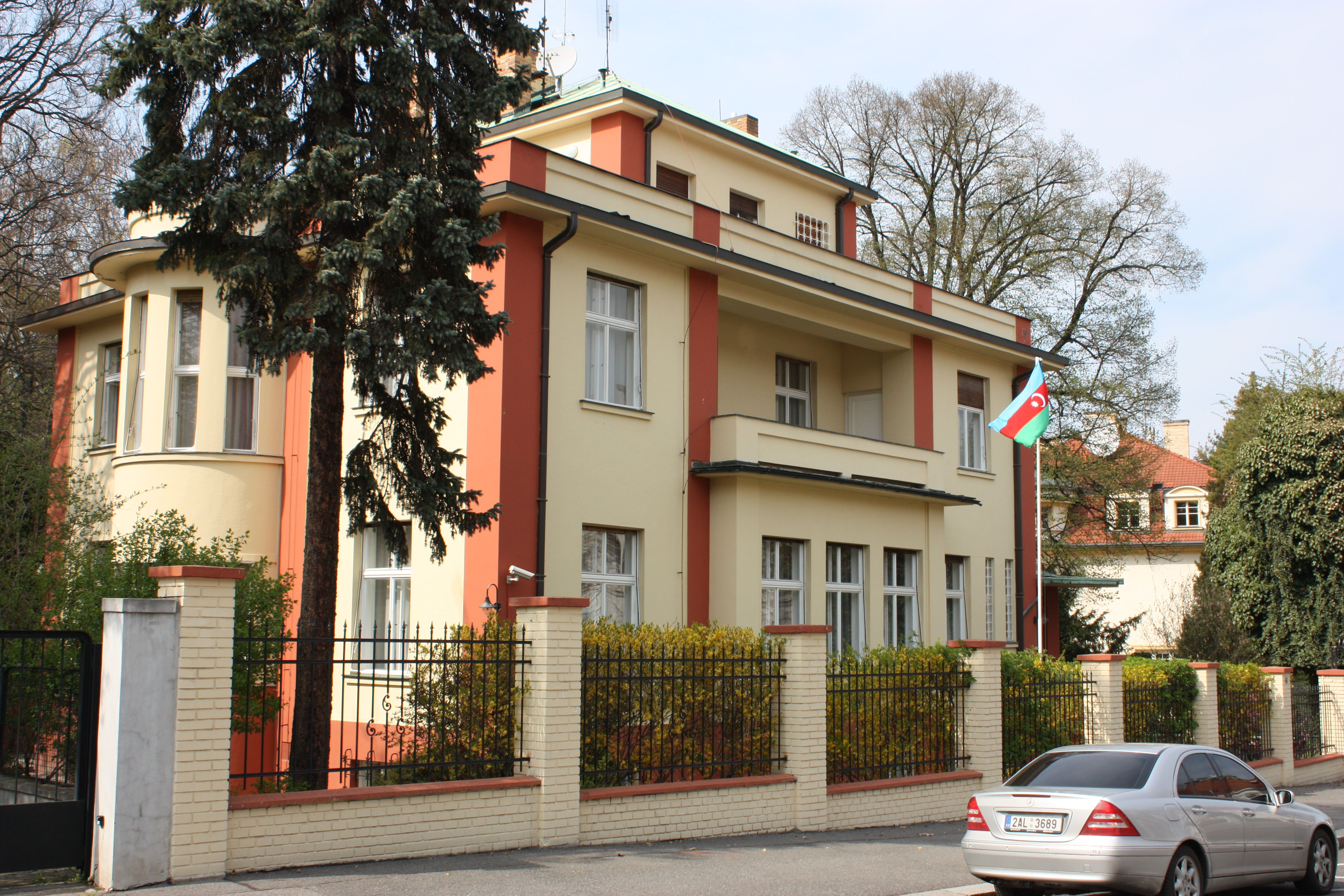
سفارتخانه جمهوری آذربایجان در پراگ

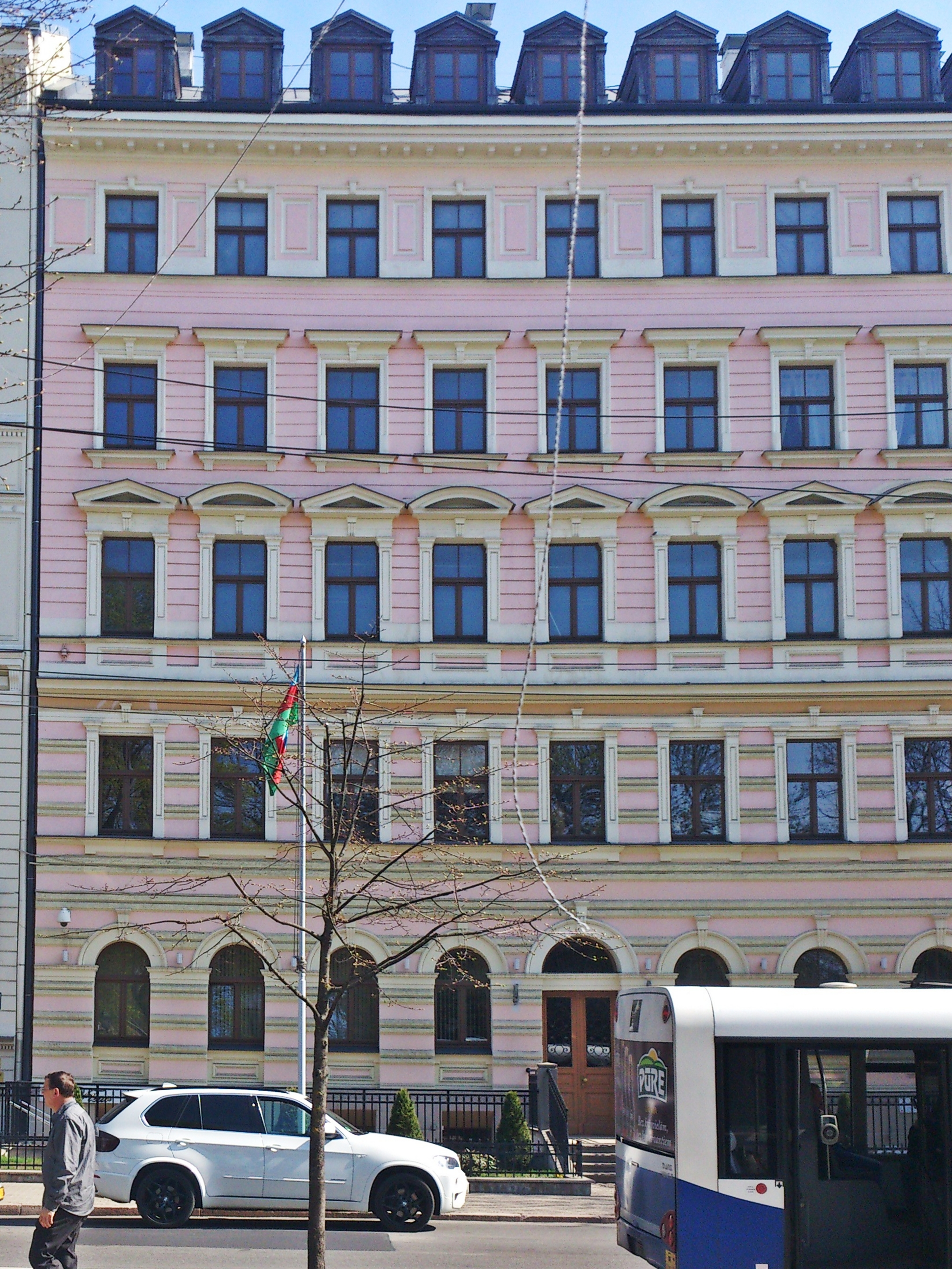
سفارتخانه جمهوری آذربایجان در ریگا

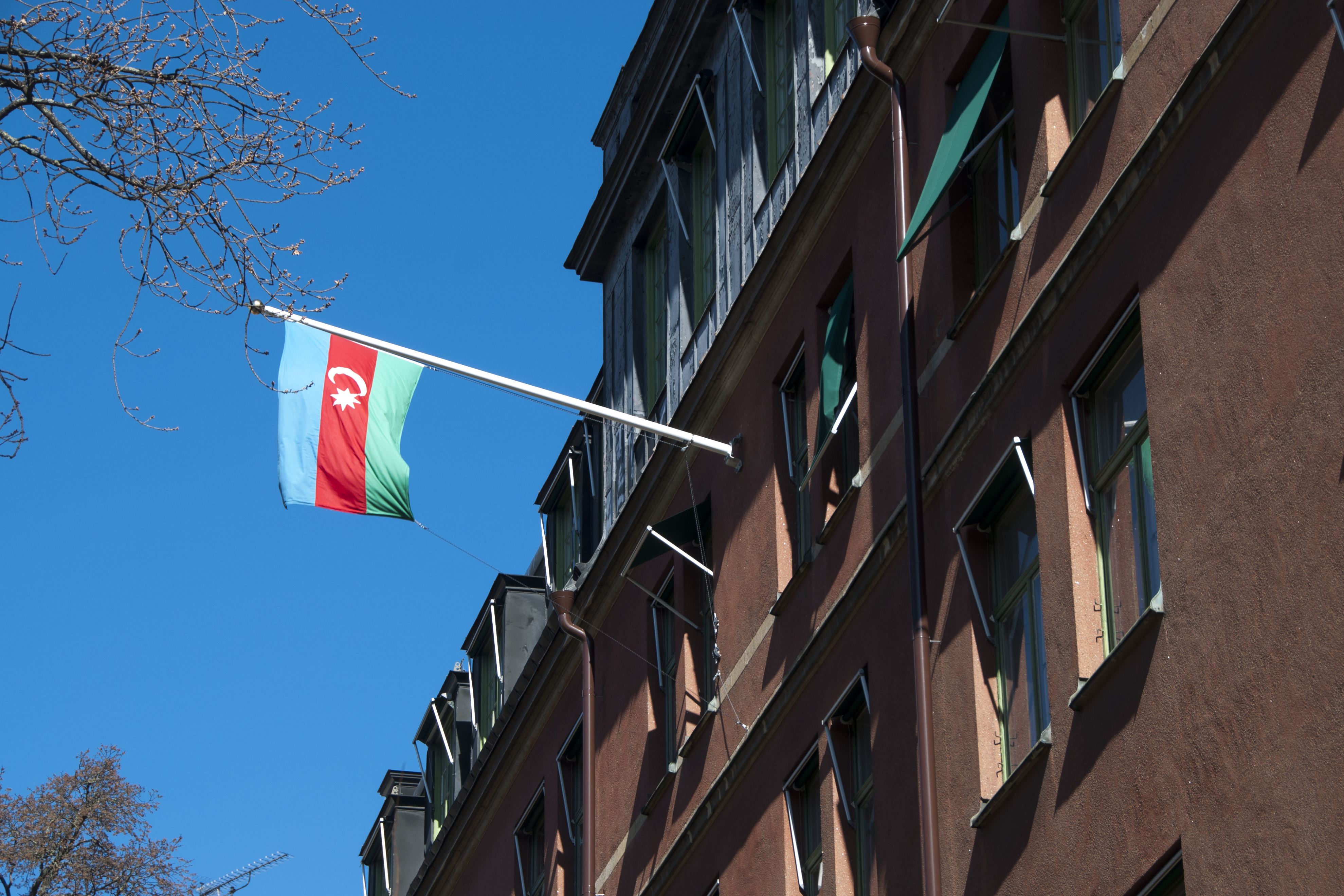
سفارتخانه جمهوری آذربایجان در استکهلم

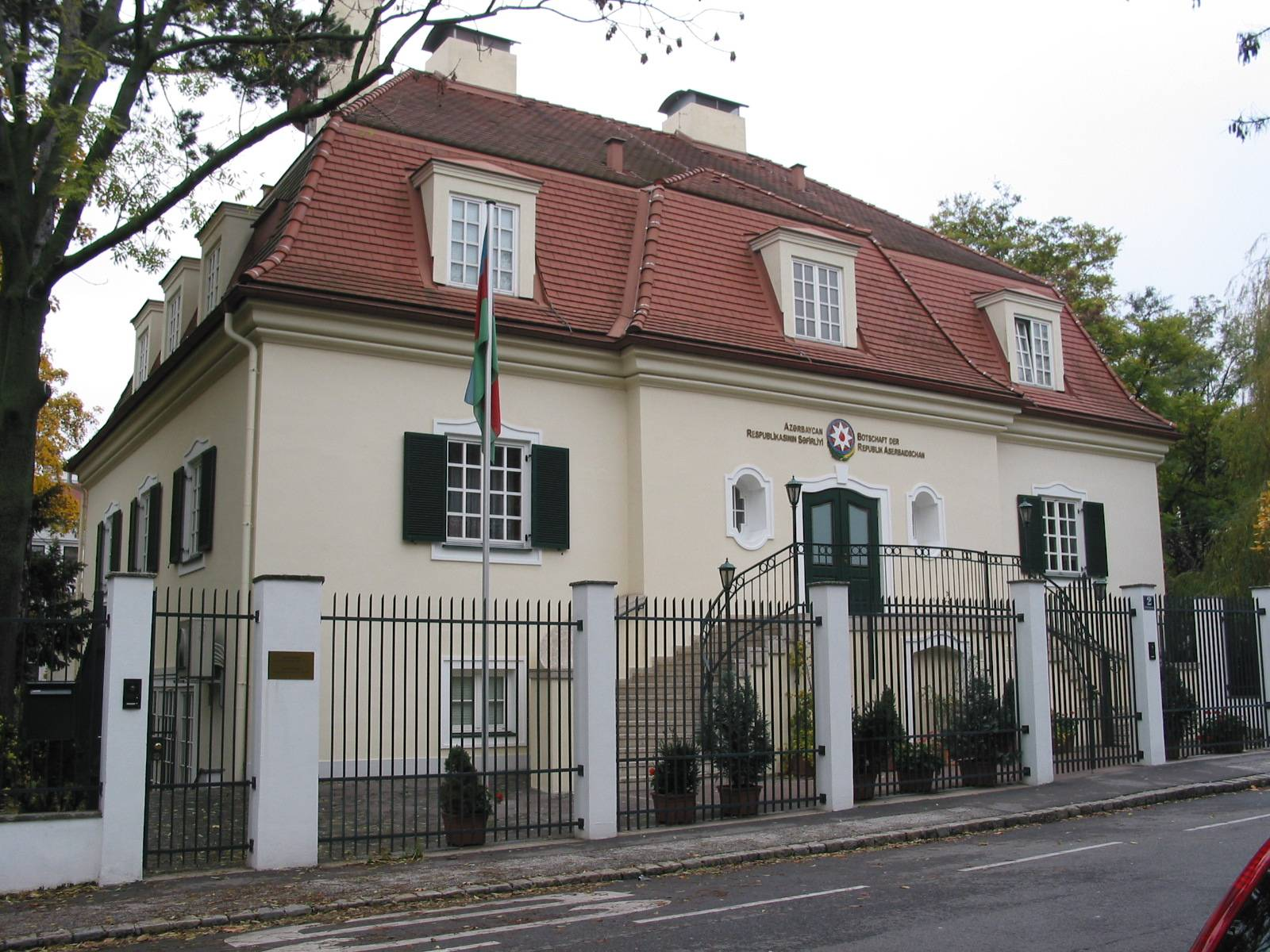
سفارتخانه جمهوری آذربایجان در وین

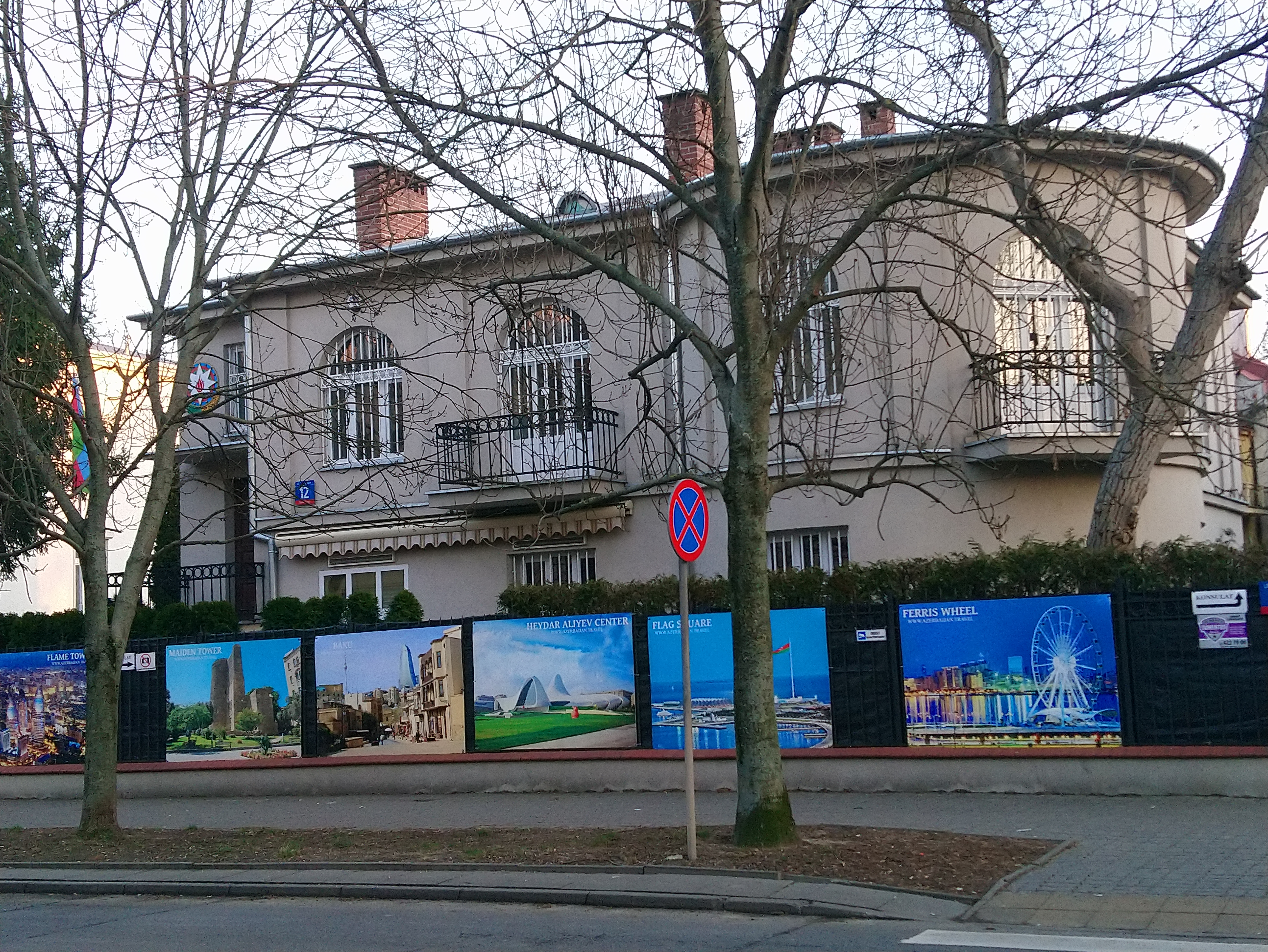
سفارتخانه جمهوری آذربایجان در ورشو

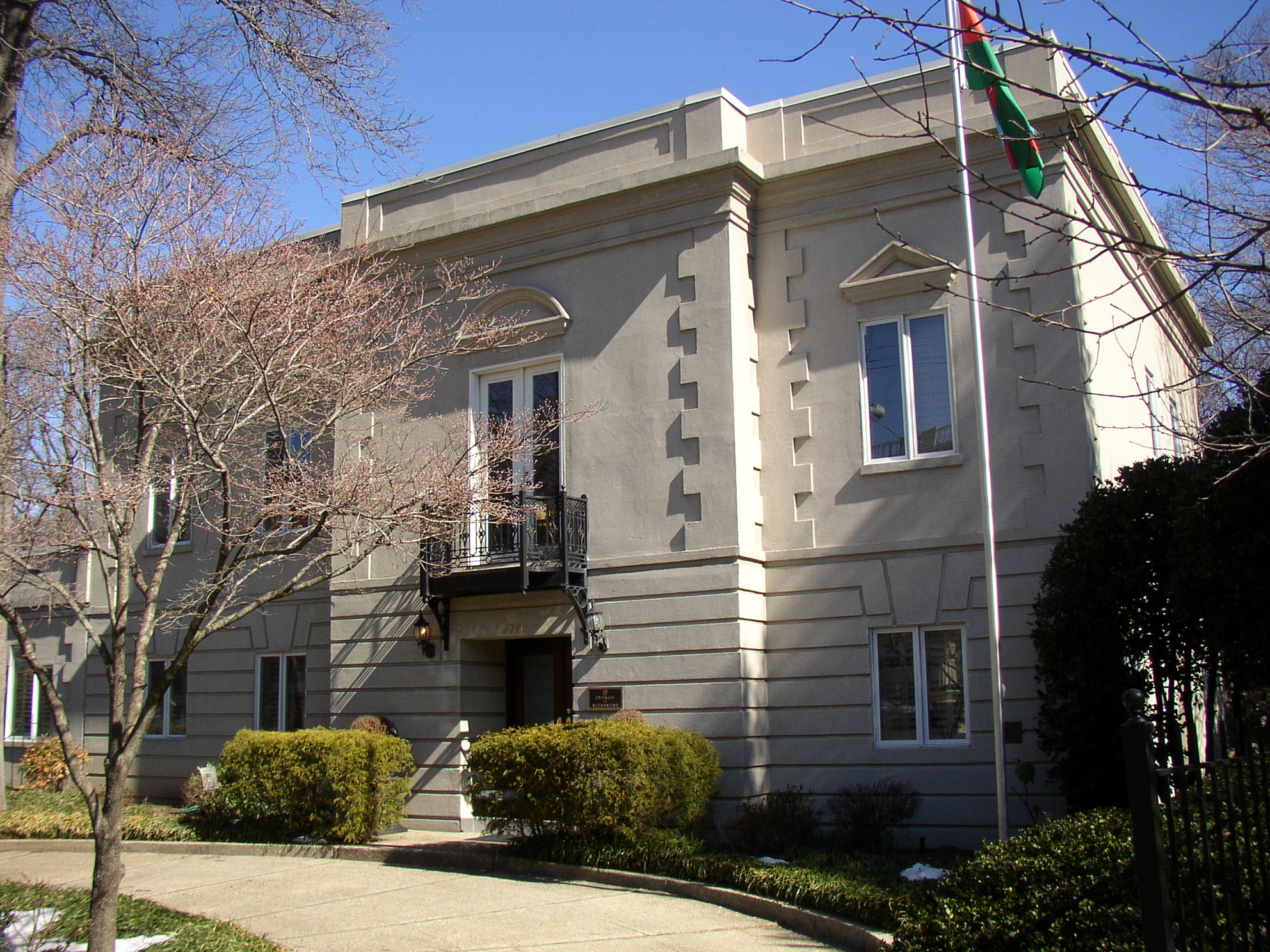
سفارتخانه جمهوری آذربایجان در واشنگتن دی سی.

- چین
  - پکن (سفارت)
- گرجستان
  - تفلیس (سفارت)
  - باتومی (سرکنسولگری)
- هند
  - دهلی نو (سفارت)
- اندونزی
  - جاکارتا (سفارت)
- ایران
  - تهران (سفارت)
  - تبریز (سرکنسولگری)
  - مشهد (سرکنسولگری)
- ژاپن
  - توکیو (سفارت)
- اردن
  - امان (سفارت)
- قزاقستان
  - آستانه (سفارت)
  - آق‌تاو (سرکنسولگری)
- کره جنوبی
  - سئول (سفارت)
- کویت
  - کویت سیتی (سفارت)
- قرقیزستان
  - بیشکک (سفارت)
- لبنان
  - بیروت (سفارت)
- مالزی
  - کوالالامپور (سفارت)
- پاکستان
  - اسلام‌آباد (سفارت)
- قطر
  - دوحه (سفارت)
- عربستان سعودی
  - ریاض (سفارت)
- تاجیکستان
  - دوشنبه (سفارت)
- ترکیه
  - آنکارا (سفارت)
  - استانبول (سرکنسولگری)
  - قارص (سرکنسولگری)
- ترکمنستان
  - عشق آباد (سفارت)
- امارات متحده عربی
  - ابوظبی (سفارت)
  - دبی (کنسولگری)
- ازبکستان
  - تاشکند (سفارت)
- ویتنام
  - هانوی (سفارت)

## آفریقا
- الجزایر
  - الجزیره (سفارت)
- مصر
  - قاهره (سفارت)
- اتیوپی
  - آدیس آبابا (سفارت)
- مراکش
  - رباط (سفارت)
- آفریقای جنوبی
  - پرتوریا (سفارت)

## آمریکا
- آرژانتین
  - بوئنوس آیرس ((سفارت)
- برزیل
  - برازیلیا ((سفارت)
- کانادا
  - اتاوا ((سفارت)
- کلمبیا
  - بوگوتا ((سفارت)
- کوبا
  - هاوانا ((سفارت)
- مکزیک
  - مکزیکوسیتی ((سفارت)
- پرو
  - لیما ((سفارت)
- ایالات متحده آمریکا
  - واشنگتن دی سی ((سفارت)
  - لس آنجلس (سرکنسولگری)

## اروپا
- اتریش
  - وین (سفارت)
- بلاروس
  - مینسک (سفارت)
- بلژیک
  - بروکسل (سفارت)
- بوسنی و هرزگوین
  - سارایوو (سفارت)
- بلغارستان
  - صوفیه (سفارت)
- کرواسی
  - زاگرب (سفارت)
- جمهوری چک
  - پراگ (سفارت)
- استونی
  - تالین (سفارت)
- فرانسه
  - پاریس (سفارت)
- آلمان
  - برلین (سفارت)
- یونان
  - آتن (سفارت)
- مجارستان
  - بوداپست (سفارت)
- ایتالیا
  - رم (سفارت)
- لتونی
  - ریگا (سفارت)
- لیتوانی
  - ویلنیوس (سفارت)
- مولدووا
  - کیشیناو (سفارت)
- مونته‌نگرو
  - پودگوریتسا (سفارت)
- هلند
  - لاهه (سفارت)
- لهستان
  - ورشو (سفارت)
- رومانی
  - بخارست (سفارت)
- روسیه
  - مسکو (سفارت)
  - سن پترزبورگ (سرکنسولگری)
  - یکاترینبورگ (سرکنسولگری)
- صربستان
  - بلگراد (سفارت)
- اسلوونی
  - لیوبلیانا (سفارت)
- اسپانیا
  - مادرید (سفارت)
- سوئد
  - استکهلم (سفارت)
- سوئیس
  - برن (سفارت)
- اوکراین
  - کی یف (سفارت)
- بریتانیا
  - لندن (سفارت)

## اقیانوسیه
- استرالیا
  - کانبرا (سفارت)

## سازمان‌های چندجانبه
- بروکسل (مأموریت به ناتو)
- ژنو (نمایندگی دائم به سازمان ملل متحد و دیگر سازمان‌های بین‌المللی)
- نیویورک سیتی (نمایندگی دائم به سازمان ملل متحد)
- پاریس (مأموریت به یونسکو)
- استراسبورگ (نمایندگی دائم به شورای اروپا)